# نائوکی ماتایوشی
نائوکی ماتایوشی (انگلیسی: Naoki Matayoshi؛ زادهٔ ۲ ژوئن ۱۹۸۰) رمان‌نویس، و شخصیت‌های تلویزیونی در ژاپن اهل ژاپن است.
از فیلم‌ها یا برنامه‌های تلویزیونی که وی در آن نقش داشته‌است می‌توان به گذرگاه بزرگ، سگودون اشاره کرد.
وی همچنین برندهٔ جوایزی همچون جایزه آکوتاگاوا شده‌است.